# Francisco Carrascal
Francisco Carrascal (zm. 1835) – ksiądz katolicki, deputowany do kongresu Zjednoczonych Prowincji Ameryki Środkowej.
Francsico Carrascal był synem Maríi Josefy Aparicio (zmarła w 1814 roku). W 1815 roku został wyświęcony na kapłana. Początkowo przydzielono mu parafię w Asunción Mita, w 1816 roku dodano mu parafię San Miguel Petapa, a w 1821 także Chinautla. Funkcję proboszcza sprawował do roku 1829, od tego czasu utrzymywał się z dochodów z farmy i dwóch fundacji kościelnych po 1000 peso każda. Poza pracą duchowną i podróżami pomiędzy parafiami udzielał się również politycznie. Był deputowanym z prowincji Gwatemalii do kongresu Zjednoczonych Prowincji Ameryki Środkowej. Zmarł w 1835 roku.
Jako ksiądz katolicki nigdy nie założył oficjalnie rodziny, miał jednak długotrwały romans z Paz Palalą, służącą zatrudnioną jeszcze przez jego matkę w 1812 roku. W lipcu 1821 roku z tego związku urodziła się córka, do której przyznawał się sam Francisco. Ponieważ jednak nie wyłożył tego explicite w swoim testamencie, jego egzekutorka odmawiała wydania dziewczynie jej części spadku. Sprawa zakończyła się rozprawą sądową, wytyczoną przez Palalę. Na jej korzyść zeznawało 11 świadków, w tym najbliższa rodzina Francisca, finał sprawy nie jest jednak znany.